# Анатолій Горелік
Григорій Горелік, відоміший під псевдонімом Анатолій Горелік (англ. Anatolii Horelik; 12 березня 1890, Генічеськ — 15 листопада 1956, Буенос-Айрес) — український єврейський анархіст, який агітував на Донбасі під час Революції 1917 року.

## Біографія
Народився в родині низів середнього класу у Генічеську, де згодом працював у бакалійній крамниці. Під час революції 1905 року приєднався до українського анархістського руху, за що його заарештували. 1909 року втік за кордон. Вчився у Франції, але після початку Першої світової війни емігрував до США, де приєднався до анархо-синдикалістського руху, як член Союзу російських робітників і Індустріальних робітників світу.
Після початку Лютневої революції 1917 року повернувся із заслання. Переїхав до Катеринослава, де став секретарем Донбаського анархістського бюро. Коли вибухнула Жовтнева революція, Федерація анархістів Катеринослава Гореліка організувала 80-тисячну демонстрацію, яка йшла під анархістським чорним прапором. Протягом трьох днів Горелік спостерігав, як очолювані анархістами фабрично-заводські комітети намагалися запровадити робітниче самоврядування. Але процес зупинився, коли більшовики відрізали місто від постачання, і місто опинилося під їхньою владою. У цей період Горелік повідомляв, що анархістська пропаганда була широко поширена, особливо в селі, газети та книжки потрапляли до рук багатьох українських селян.
1918 року Горелік листувався з більш ніж 1400 селами Донбасу, припускаючи, що гіпотетична анархістська партія в регіоні може нараховувати сотні тисяч членів. Але він звинувачував у відсутності ефективної анархічної організації «анархістську інтелігенцію», яка переважно осідала у великих містах і навіть співпрацювала з більшовицьким урядом, замість того, щоб брати участь у розбудові лібертаріанського руху, який був залишений на рядових. Пізніше антиінтелектуалізм Гореліка підхопив Петро Аршинов, який, своєю чергою, звинуватив теоретичну плутанину та хронічну дезорганізацію в невдачах українського анархістського руху, що призвело до формулювання платформізму.
Коли Україну окупували центральні держави, Горелік переховувався, брав участь в анархістському підпіллі як викладач. Хоча він особисто був противником насильства, він доєднався до махновського руху як член Набату. Брав участь у створенні сільськогосподарської комуни в Харкові, яка процвітала аж до її репресій ЧК восени 1920 року.
У жовтні 1920 року Горелік повідомив про випадок, коли кілька загонів Червоної армії звернулися до керівництва Набату і запропонували їм захопити владу в Україні, але Волін та інші члени відкинули це, оскільки вірили в самоорганізацію мас. 26 листопада 1920 року лідери Набату, зокрема й Горелік, були заарештовані ЧК у Харкові й перевезені до московської в'язниці. За кілька місяців ув'язнені лідери Набату оголосили голодування, щоб привернути увагу синдикалістських делегатів з'їзду Профінтерну. На тлі широкомасштабного протесту проти їхнього ув'язнення їх нарешті звільнили та депортували в січні 1922 року за наказом Володимира Леніна.
Емігрував до Аргентини, де приєднався до створеної в Буенос-Айресі емігрантської групи «Голос труда». 1956 року помер у вигнанні в Аргентині.